# غوندو غدي (سهند أباد)
غوندو غدي (بالفارسية: گوندوغدی) هي منطقة سكنية تقع في إيران في قسم سهند أباد الريفي. يقدر عدد سكانها بـ 189 نسمة .